# Antonio Delgado García
José Antonio Delgado García (Callao, 16 de septiembre de 1967-Ib., 21 de junio de 2020) fue un futbolista peruano. Jugaba de lateral derecho e hizo la mayor parte de su carrera futbolística en Sport Boys. 

## Trayectoria
Se inició en Sport Boys y con este equipo logró el título de la Segunda División 1989 obteniendo el ascenso a Primera División. En los años siguientes fue subcampeón con el cuadro rosado en el Campeonato Descentralizado 1990 y 1991. Posteriormente jugó en UTC de Cajamarca y Carlos A. Mannucci.
Tras su retiro, se desempeñó como entrenador en las divisiones menores de Sport Boys.

## Clubes
| Club               | País | Año       |
| ------------------ | ---- | --------- |
| Sport Boys         | Perú | 1988-1992 |
| UTC de Cajamarca   | Perú |           |
| Carlos A. Mannucci | Perú |           |

## Palmarés
| Título           | Club       | País | Año  |
| ---------------- | ---------- | ---- | ---- |
| Segunda División | Sport Boys | Perú | 1989 |